# Halcampactis dubia
Halcampactis dubia är en havsanemonart som beskrevs av Ronald Lewis Stuckey 1909. Halcampactis dubia ingår i släktet Halcampactis och familjen Halcampidae. Inga underarter finns listade i Catalogue of Life.